# Alejo Peralta
Alejo Peralta y Díaz Ceballos (Puebla, 5 de mayo de 1916 - Ciudad de México, 8 de abril de 1997) fue un empresario mexicano.
Es conocido por fundar Grupo IUSA, el 31 de julio de 1939.

## Biografía
Nació el 5 de mayo de 1916 en la ciudad de Puebla, hijo de don Anacarsis Peralta y doña María Díaz Ceballos, fue el séptimo de ocho hermanos. Estudió la carrera de ingeniería en la Escuela Superior de Ingeniería Mecánica y Eléctrica del Instituto Politécnico Nacional (IPN) terminó sus estudios de ingeniería en 1939. 
Tuvo una relación sentimental con Irma Serrano (La tigresa)
El ingeniero Alejo Peralta y Díaz Ceballos murió el 8 de abril de 1997.

## Estudios
Nació el 5 de mayo del año de 1916 en la ciudad de Puebla siendo el séptimo de ocho hermanos hijo de don Anacarsis Peralta y doña María Díaz Ceballos. Ingresó a la licenciatura en la carrera de ingeniería mecánica en Instituto Politécnico Nacional (IPN) por la Escuela Superior de Ingeniería Mecánica y Eléctrica culminando su preparación académica en 1939.

## Labor empresarial
Justo en el año que egresó de la ESIME, fundó Industrias Unidas Sociedad Anónima (IUSA). Después de la fundación de IUSA (como corporativo), el ingeniero Peralta se dedicó a agrupar dentro de su organización un gran número de empresas ya sean creadas por él, en alianzas o compras, por ejemplo la Compañía Electrocerámica S.A en 1945, se asoció con el estadounidense Bussman, Se relacionó con Toshiba, fundó Mexicana de Conductores, Precisión S.A. de C.V., Cierres Ideal de México, FRACOMEX, Sistema de Servicio Organizado Secretarial (SOS) pionero de la telefonía móvil en México, Porcelana Industrial de México, Commander Mexicana, Diversiones y Espectáculos de México, Espectáculos Taurinos del Norte, la Empresa de Toros de Puebla, Tecnomecánica, Medidores Electromecánicos, Aeronáutica Agrícola Mexicana, Electrocircuitos Automotrices, Eléctrica de Precisión Crayola, Alseseca Textil, Filamentos Mexicanos, Ganadería de Pasteje,  Industrias Metra, la Compañía Minera Kappade, Etic Art, Scovill, Citla, Impresiones Comerciales, Fundiciones Metálicas, Schrader Mexicana, Servicio Telefónico Móvil Mejorado (STMM) Manufacturas Textiles Ideal, Lerma Industrial Textil, Rospatch Mexicana, Partes y Accesorios para Neumáticos, Harper-Wyman Manufactory Co, Schrader Bellows Parker, Fabricantes de Refacciones Automotrices, Tover, Cerraduras de México, ILCO-IUSA, adquirió INTERLEC, Telecom Celular, IUSACELL, Autosafety y IUSANET, entre otras.

## El béisbol
En el decenio de 1950, fue dueño del equipo Pericos de Puebla. En 1955 creó el equipo profesional Tigres de México que jugó en la Ciudad de México hasta el 2001. Posteriormente Tigres de Puebla (2002-2006) y actualmente Tigres de Quintana Roo. La casa de este equipo es el estadio Beto Ávila de Cancún, Quintana Roo. Decía que los Tigres eran como otro hijo para él. Es miembro del Salón de la Fama del Béisbol Profesional de México. En 1979 fue elegido alto comisionado del béisbol mexicano, donde impulsó con sabiduría y entusiasmo al béisbol durante los momentos más aciagos que se vivió en este deporte. En 1981, organizó la "Academia de Béisbol Pastejé", cerca de su empresa IUSA y de la población de Ixtlahuaca en el Estado de México, que formó más de 250 peloteros la mayoría para la Liga Mexicana, unos cuantos para las grandes Ligas.

## Su labor dentro del IPN
El ingeniero Alejo Peralta, fue director general del IPN de 1956 a 1958 y entre lo más sobresaliente de su administración destacan dos hechos relevantes:
La ampliación de las instalaciones del instituto con la construcción de la Unidad Profesional Zacatenco (actualmente Unidad Profesional Adolfo López Mateos). En Zacatenco fue dedicado en su honor el Auditorio "Alejo Peralta" del Centro Cultural Jaime Torres Bodet, nombrado así en reconocimiento a sus aportaciones y gran cariño a la institución.
El inicio del proyecto de creación del Canal 11 de televisión, perteneciente al IPN.
Durante el periodo en el que funge como director general, sucede la lamentable toma de las instalaciones del internado por parte del ejército mexicano, ello la madrugada del 23 de septiembre de 1956, dicha presencia militar duró hasta 1958. A partir de ese momento los grupos porriles comienzan a proliferar para contrarrestar la organización estudiantil que se vivía día con día en contra de la presencia militar. Murió el 8 de abril de 1997.

## Familia
Su hijo, Carlos Peralta es empresario y dueño del equipo de béisbol mexicano Tigres de Quintana Roo. Su nieta, Olivia Peralta, es presentadora de televisión.